# Villa de la Guyomerais
La villa de la Guyomerais est une ferme gallo-romaine située sur le site de la Guyomerais, dans la commune de Noyal-Châtillon-sur-Seiche, en Ille-et-Vilaine. Elle se situe à 7 kilomètres au sud de Rennes.

## Historique de l'étude de la villa

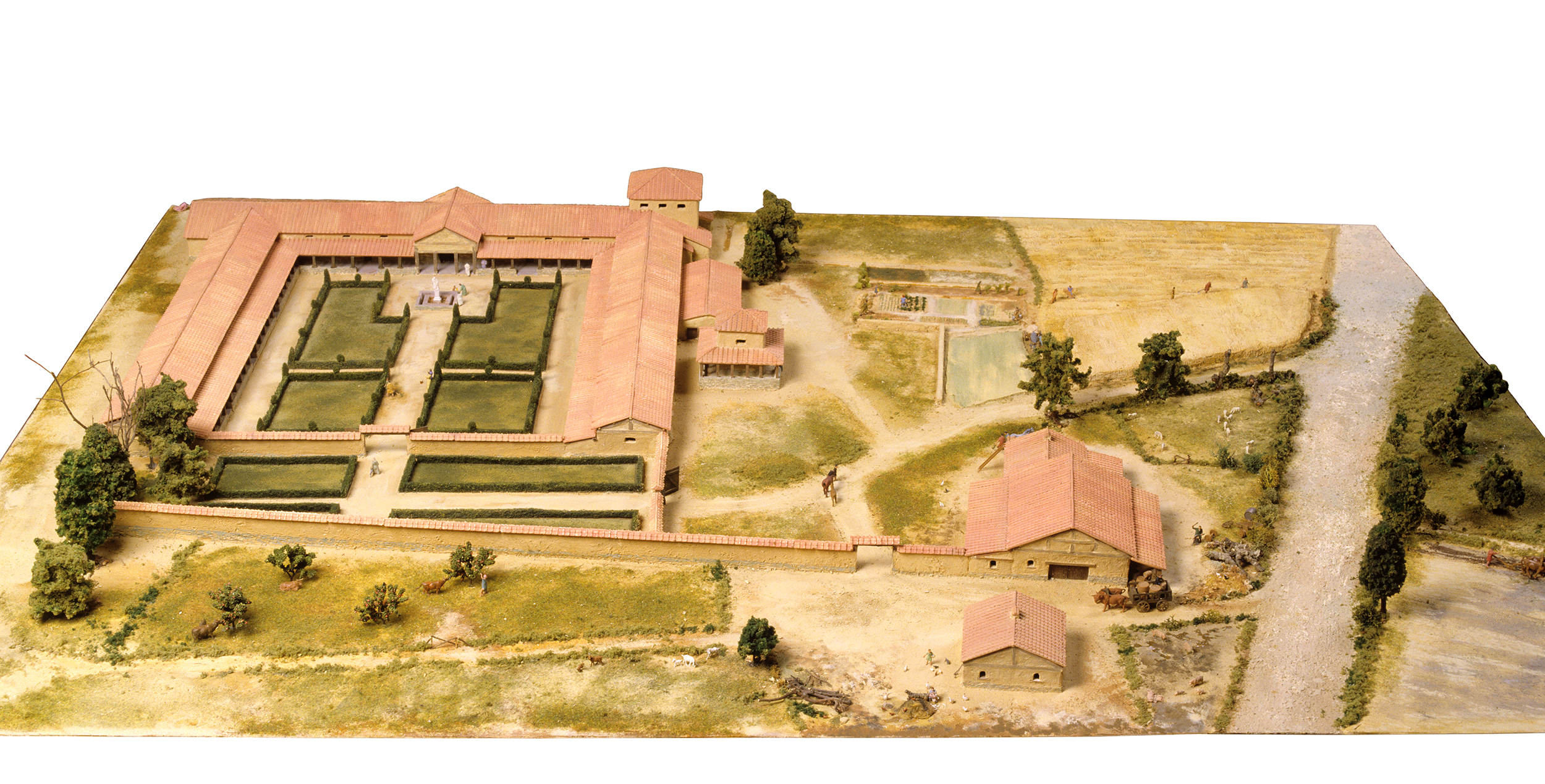
Maquette de la Villa de la Guyomerais réalisée en 1990

Dès le début du XXe siècle, l’abbé Manet découvre un gisement de tuiles sur le site. En 1983, ce même gisement est redécouvert par Alain Provost qui, voyant qu’un lotissement allait se construire à cet endroit, décide de l’étudier de plus près. Dès lors et pendant quatre ans, un programme de sauvetage est mis en place, suivi d’une première exposition à l’écomusée de la Bintinais et de la publication d’un catalogue en 1990. 
En 1995, Louis Pape décèle une concentration foncière au profit de l’aristocratie sur le site. Puis, en 2005, Patrick Galliou actualise les données sur l’Armorique romaine et illustre la villa de la Guyomerais en élévation.
Enfin, en 2011-2012, c’est le retour des archéologues sur le terrain, cette fois au sud de l’établissement. Une nouvelle fouille est réalisée, avec cette fois une étude complexe stratigraphique avec la présence d’au moins trois ensembles thermaux, une composition architecturale dissymétrique à l’époque sévérienne, et une durée d’occupation plus longue que prévu, avec une destruction bien après le IIIe siècle.
La villa de la Guyomerais est l’une des plus grandes jamais fouillées en Bretagne sur une telle superficie.

Objets mis au jour lors des fouilles en 1987 sur le site archéologique de La Guyomerais, Noyal-Châtillon-sur-Seiche.
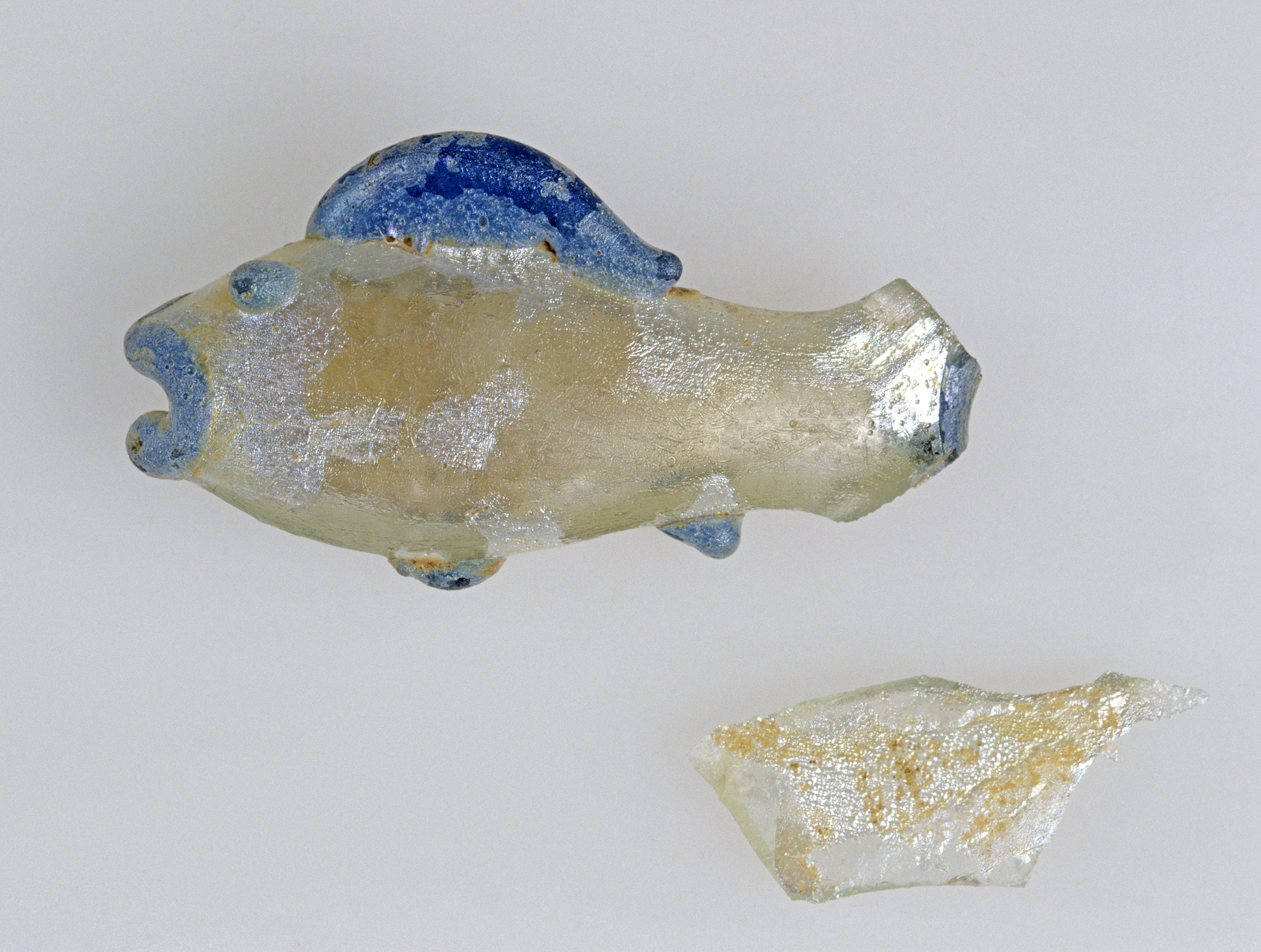
Applique de vase en forme de poisson, conservée au Musée de Bretagne.
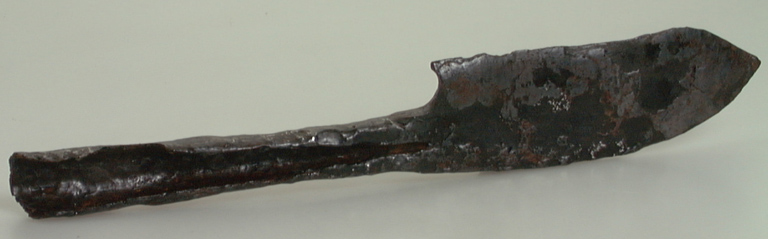
Serpe en fer forgé, conservée au Musée de Bretagne.
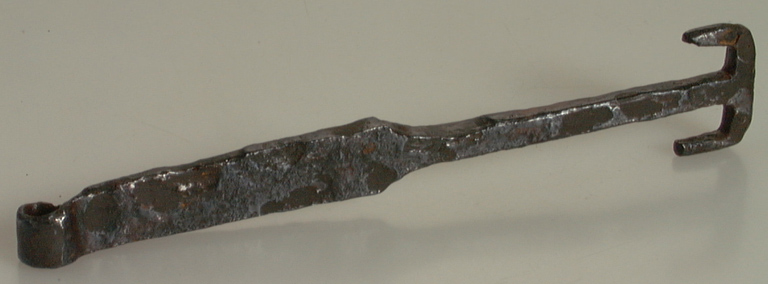
Clé en fer forgé, conservée au Musée de Bretagne.
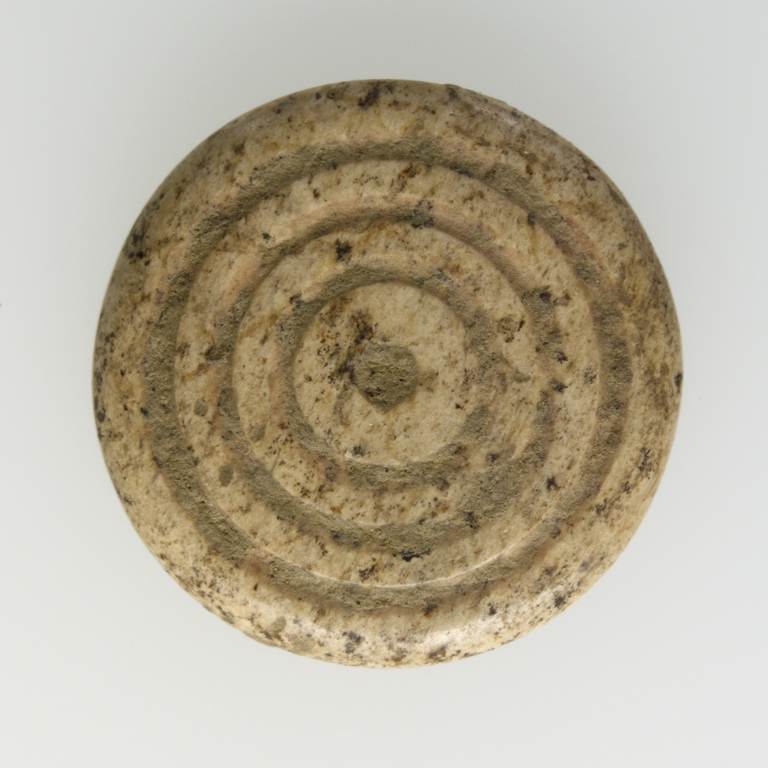
Jeton décoré en os, conservé au Musée de Bretagne.

## Histoire de la villa

### Après les fouilles d'Alain Provost[1]

#### Iersiècle
Le premier habitat est daté vers 20-40 après J.-C., et correspond à une “pré-villa” avec quelques bâtiments annexes moins riches.
Une démolition suit vers 70-90 après J.-C.

#### IIesiècle
Au IIe siècle, la première vraie villa est bâtie. Il s’agit alors d’un bâtiment de 26,5 m. de long sur 13,5 m. de large, construit avec des techniques romaines telles que l’utilisation d’un petit appareil en grès et moellons et des fondations profondes de 60 cm. Des annexes agricoles y sont accolées.
A la fin du IIe siècle, une extension de la villa est réalisée, cette fois en schiste briovérien local et non en grès. Quatre salles supplémentaires sont ajoutées dans la villa, à l’est. De nouveaux bâtiments de stockage sont également aménagés, comme une vaste grange de 200 m2.
Un petit temple de tradition gauloise est installé dans l’enceinte de la villa : il se compose d’une cella de plan carré et d’une galerie déambulatoire.

#### IIIesiècle
La villa de la Guyomerais connaît son apogée au IIIe siècle, qui correspond à son extension maximale. Une aile latérale de 60 m. de long, comportant 9 nouvelles salles, est créée.
Dans la cour, les propriétaires ajoutent un bassin avec une fontaine. La surface des jardins et cours de la pars urbana de la villa atteint alors 3000 m2.
Dans le même temps, l’ancienne meunerie dans une des annexes devient une forge, près de laquelle habitent le forgeron et sa famille.
Ainsi, la villa de la Guyomerais se transforme en véritable “palais campagnard”.
Cette période faste ne dure que jusqu’au dernier quart du IIIe siècle : la villa est abandonnée, dans un phénomène que l’on retrouve dans toutes les grandes villes d’Armorique à cette période. Les édifices sont même démolis et les matériaux lourds récupérés pour fortifier de nouveaux habitats, ou même pour le rempart de Rennes, construit à cette période.
Puis, vers 320-330, la villa est temporairement occupée lors de la renaissance constantitienne, mais cela ne dure qu’une dizaine d’années.

### Histoire complétée après les fouilles de 2012 par l'INRAP[4]
Il s’agit de fouiller l’aile ouest, inexplorée par A. Provost dans les années 1980. La surface du bâti est encore plus étendue que prévu : à son apogée, la villa présente un plan U, avec le bassin sur l’axe nord-sud. À la jonction des corps nord et ouest de l’édifice, des bains (thermes) sont excavés, datant de la fin du Ier siècle au milieu du IIIe siècle.
De plus, la destruction présumée à la fin du IIIe siècle ne correspond pas aux nouveaux éléments de datation (notamment des monnaies) retrouvés dans la villa : celle-ci est donc encore fréquentée au IVe siècle.

## Architecture

### Le temple
Le temple retrouvé au sud de la cour méridionale sur le site de la villa de la Guyomerais est un sacellum, dégagé en 1986.
D’après les fouilles de 2012, il s’agit vraisemblablement d’un temple à cella unique carrée. Cela correspond donc plutôt à un usage privé que collectif, que permettrait une cella à plan concentrique. Il a été construit dans le premier quart du IIe siècle.

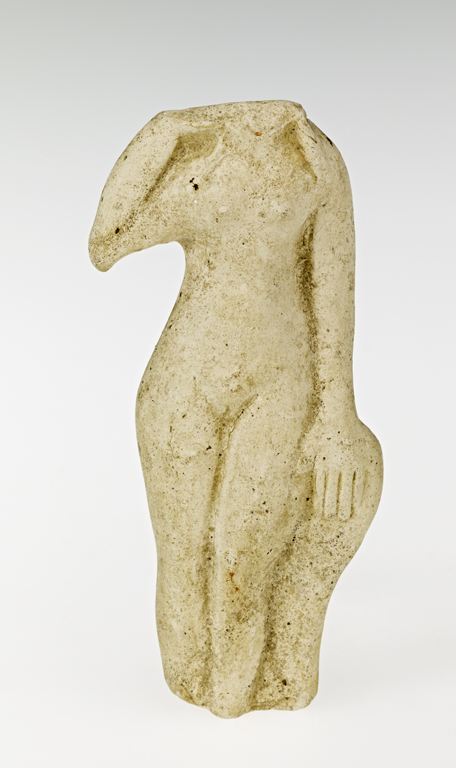
Statuette de Vénus debout fragmentaire. Bras droit levé et bras gauche reposant sur un objet.

Il est rare de trouver  un temple isolé en pleine campagne pour une seule villa, et le possible culte sur place permettrait plutôt d’affirmer que ce temple était celui d’une petite communauté ayant un culte commun, mais que le propriétaire de la villa en avait la mainmise. Cet édifice, près du porche et de l’entrée de la pars urbana, affirmerait donc la puissance du dominus.
Autour de la cella, des offrandes ont été retrouvées : figurines en terre, céramiques et lampes à huile.
Ces éléments, notamment les figurines, seraient liées à un culte unique à la fécondité (images de la vénus anadyomène, de la déesse-mère allaitant, du cheval). Ceux-ci ont été associés à la figure d'Épona, déesse de la fertilité mais également des voyageurs, des cavaliers et des récoltes. Cependant, le culte d’Épona est rare en Bretagne.

### Les éléments de confort
Dans l’aile latérale, une salle chauffée par un hypocauste à conduits rayonnants est connue depuis les fouilles d’Alain Provost. Il s’agit certainement d’une installation isolante, placée sous un entrepôt de denrées.
Dans la cour, un bassin avec sa fontaine a été mis au jour. Quelques pièces de plomberie en bronze et une vasque en marbre en sont les témoins.
À l’angle de la résidence de base et de l’aile ouest, des ensembles thermaux ont été mis au jour en 2012. Ce sont trois thermes successifs, le plus important datant du IIe siècle et mesurant pas moins de 200 m2. Ces thermes, issus de la tradition romaine, proposent un parcours alternant espaces chauds et froids.

## Les grands propriétaires de Condate
Le ou les propriétaires de cette villa étaient probablement très aisés, et semblent avoir vu leur richesse augmenter au fur et à mesure des siècles. Ils avaient certainement une résidence principale à Condate-même, ainsi qu’une villa rurale dans les environs, comme l’on en retrouve à Cesson-Sévigné.
Petit à petit au cours des premiers siècles de notre ère, les petites propriétés foncières se font absorber par les plus grandes, qui récupèrent alors davantage de pouvoir.

## Artisanats

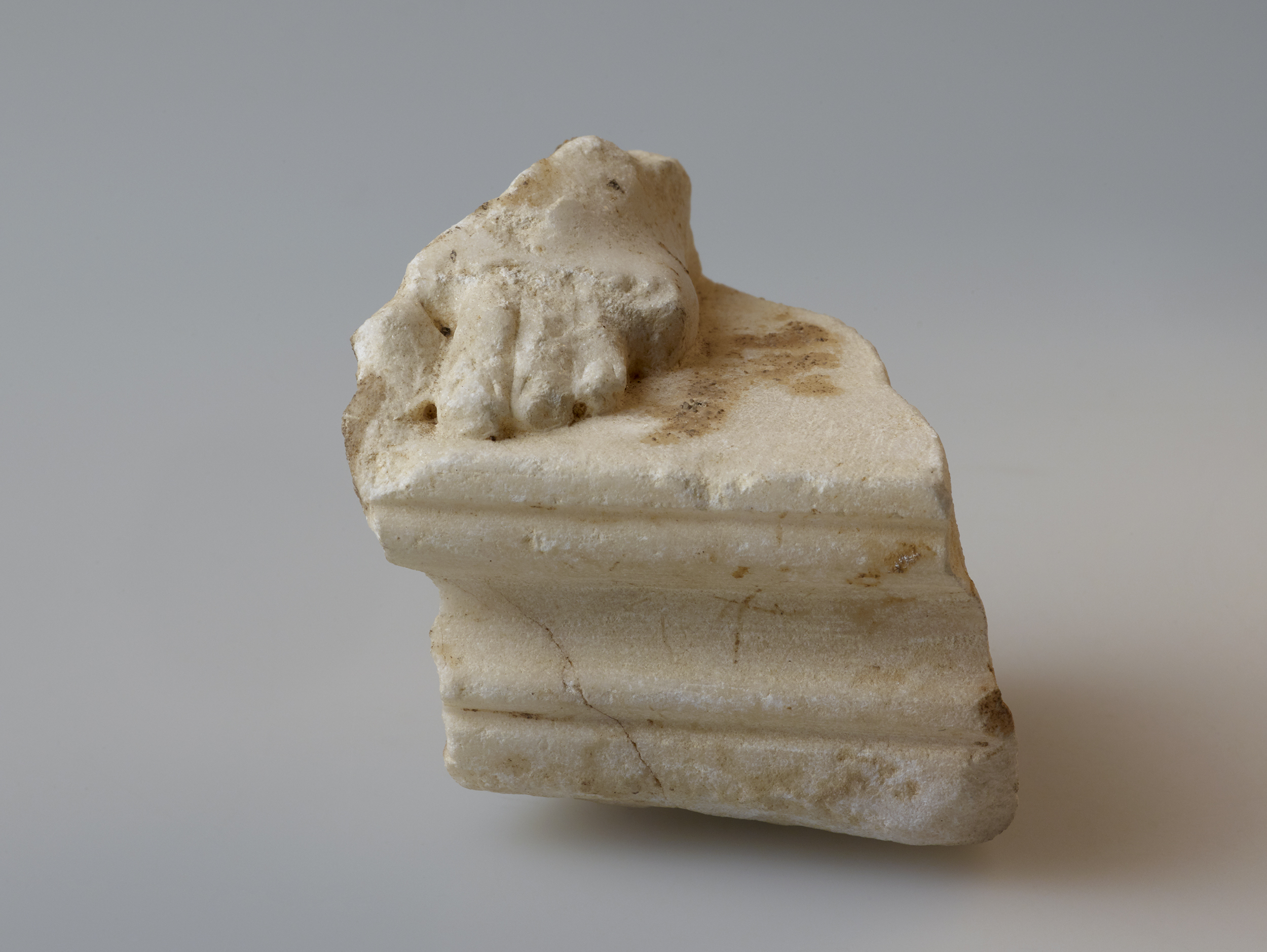
Fragment de statuette en marbre (pied)

### La statuaire
Quatre fragments de statues ont été découverts dans des remblais, dont une base avec des pieds, en marbre.
Il s’agit peut-être d’une statue de la taille de l’Hercule de Douarnenez.

### La vaisselle
La vaisselle retrouvée est de type commune, en céramique, notamment de la sigillée. De plus, quelques bouteilles et tasses en verre, probablement importées de l’Est de la Gaule durant la période d’apogée de la villa au IIIe siècle ont pu être mises au jour.
Quelques pièces de mobilier sortent du lot et confirment la richesse du site et le statut culturel élevé de ses habitants, à l’instar d’une inscription en langue grecque sur une céramique à pâte claire. On pourrait penser qu’il s’agit d’une importation, pourtant la céramique est locale. Ce n’est pas le potier qui aurait écrit cette inscription mais peut-être un employé de la villa, hellénophone donc, en raison de son origine ou des goûts de son maître ou bien le maître de maison lui-même.

### La parure et la toilette
De la fouille, de nombreuses fibules, pince à épiler, miroirs et bijoux en bronze ont été retrouvés. Certains sont même parfois en argent et témoignent de la richesse des propriétaires.

### La forge
Une forge a été fouillée près de la cour de la villa. Elle était dotée de trois fourneaux, et plusieurs outils y ont été fouillés. La famille du forgeron devait loger dans un bâtiment accolé.

### Le décor de la villa[9]
Le décor des murs de la villa était peint, voire à certains endroits fait de mosaïques, dont seulement quelques-unes ont été retrouvées. Le sol quant à lui était un dallage de schiste bleu.